# سول گی
کانگ سول-گی (به کره‌ای: 강슬기) (زاده ۱۰ فوریه سال ۱۹۹۴) که بیشتر با نام کوچکش سول‌گی (به کره‌ای: 슬기) شناخته می‌شود، خوانندهٔ اهل کره جنوبی ست. او عضو گروه دخترانه رد ولوت است و به عنوان یکی از اعضای اصلی گروه شناخته می‌شود.

## اوایل زندگی و تحصیلات
سولگی در آنسان، گیونگی-دو، در کره جنوبی متولد شد. او در مدرسهٔ متوسطهٔ آنسان بیونل‌مانگ درس خواند و بعد از آن به مدرسه‌ی هنرهای نمایشی سئول پیوست. او به هر دو زبان کره ای و ژاپنی صحبت می‌کند.